# Daniel Åberg
Lars Daniel Åberg, född 1975 i Sandviken, är en svensk författare och journalist. Han är främst känd för ljudboksserien Virus samt romanen Dannyboy & kärleken.

## Biografi
Åberg debuterade som författare 2005 med Dannyboy & kärleken (Bokförlaget Forum, pocketutgåva 2006). År 2010 kom hans andra roman Vi har redan sagt hej då ut på det egenstartade förlaget Sockerförlaget. Egenutgivningen beskrevs som ett experiment för att se hur långt det som författare gick att nå på egen hand på en liten bokmarknad som Sverige. Åberg har i intervjuer beskrivit experimentet som övervägande lyckat, men medgivit att han underskattade svårigheten att nå ut i traditionella mediekanaler. Mellan åren 2016-2020 gav Åberg ut följetongsromanen Virus på ljudbokstjänsten Storytel, som en del i deras satsning på egenproducerat material under namnet Storytel Original. Totalt gavs sju delar av Virus ut, vilket gör den till den mest långlivade serien i Storytel Original-utgivningen. Sommaren 2019 gav Åberg ut Nära gränsen, en actionthriller som var Storytels första satsning på en sommarföljetong, en så kallad "julikalender". Boken gavs senare ut som traditionell ljud- och e-bok under titeln Nära gränsen – Gisslan. Åberg medverkade 2006 i antologin Röster i Gästrikland (En bok för alla). 
Daniel Åberg är gift med Johanna Ögren. Tillsammans har de skrivit föräldraboken När två blev tre : Förstagångsföräldrars funderingar, farhågor och fantasier, utgiven av Natur och Kultur 2012.
Han är bosatt i Vittangi.